# Отрицание Холокоста в Австралии
Отрицание Холокоста в Австралии — преуменьшение либо отрицание сущности Холокоста в том виде, в котором его описывает общепринятая историография.
Основную роль в этой деятельности играют три организации: «Австралийская лига прав», «Австралийский союз гражданских свобод» (ACLU) и «Институт Аделаиды». Также заметна роль исламского сообщества, христианских радикалов и скинхедов. Австралийские отрицатели поддерживают тесные связи с зарубежными коллегами и участвуют в совместных мероприятиях.
Тезисы и аргументы австралийских отрицателей не оригинальны, они заимствованы у коллег из Европы и США. Отрицание Холокоста является частью общего австралийского антисемитского дискурса. Тезис о том, что Холокост был «придуман» для создания Израиля помог движению отрицателей завоевать множество сторонников среди мусульман и получить поддержку ряда ближневосточных режимов.
В Австралии нет специального закона, запрещающего отрицание Холокоста, борьба с отрицанием ведется на основе «Закона о расовой дискриминации». Государство поддерживает просветительскую деятельность в отношении истории Холокоста, ограничивает неонацистскую пропаганду и систематически отказывает иностранным ревизионистам в праве посещения страны. Борьбу с отрицателями ведут также общественные и частные организации.
Несмотря на активную пропаганду, которую ведут отрицатели, абсолютное большинство австралийцев считают Холокост историческим фактом.

## Группы и организации отрицателей
Отрицание Холокоста в Австралии имеет свои особенности по сравнению с аналогичной деятельностью в других странах. Среди австралийских отрицателей мало неонацистов. Мотивация отрицания Холокоста во многих государствах Европы в значительной мере связана с сотрудничеством с нацистами в период Второй мировой войны, но в Австралии такая мотивация отсутствует. При этом в ультраправой повестке доминируют расистские антиаборигенные и антиазиатские темы.
Доминирующую роль на правом фланге играет «Австралийская лига прав» в составе примерно 2000 активистов. Кроме Лиги, пропаганду отрицания Холокоста в основном ведут ещё две организации — «Австралийский союз гражданских свобод» и «Институт Аделаиды». На рубеже XX—XXI веков к ним присоединились антисионистские исламские/арабские группы и небольшие группы скинхедов и неонацистов. Также существуют христианские антисемиты, в том числе из направления так называемого «идентичного христианства». Организации отрицателей тесно сотрудничают друг с другом, а некоторые активисты являются членами нескольких организаций одновременно.

### Австралийская лига прав
До 1980 годов только в «Австралийской лиге прав» отрицание Холокоста было центральным направлением деятельности. Эта ультраправая организация начала активную пропаганду до того, как отрицание набрало обороты в Европе и Северной Америке в 1970-е годы. Лига, основанная в 1946 году журналистом из штата Виктория Эриком Батлером (1916—2006), уже в 1950-е вела активную деятельность. Батлер был сторонником нацистов как во время войны, так и после её окончания.
Батлер утверждал, что Холокост — это пропаганда. Его взгляды были основаны на идее социального кредита, разработанной в 1930-е годы британским экономистом Клиффордом Дугласом и включавшей в себя теорию заговора о стремлении евреев к мировому господству через присвоение реальной власти финансистами. Батлер считал, что иудаизм угрожает христианству, стремился путём отрицания Холокоста реабилитировать соучастие христианского мира в геноциде евреев.
Лига считает евреев проводниками коммунизма, таким образом антисемитизм и антикоммунизм дополняют друга друга в политике этой организации.

### Австралийский союз гражданских свобод
Возглавляемый Джоном Беннетом (1937—2013) «Австралийский союз гражданских свобод» (ACLU) был второй организацией в Австралии, движущей идеей которой стало отрицание Холокоста.
По признанию Беннета, он присоединился к отрицателям Холокоста после ознакомления с изданной в 1977 году книгой Артура Батца «Вымысел XX века». Беннет считал, что нельзя «обвинять целую нацию, в данном случае немцев, без подтверждающих доказательств». В 1979 году газета National Times опубликовала меморандум Беннета из 13 пунктов, основанный на идеях Батца, Робера Фориссона и Хельмута Дивальда, в котором, в частности, оспаривалось количество жертв и полностью отрицались предумышленные убийства евреев. Принятие Беннетом идеологии отрицания Холокоста привело к его исключению из «Викторианского совета гражданских свобод» (VCCL) в 1980 году, члены которого опасались дискредитации организации из-за взглядов Беннета. Поэтому в 1984 году он организовал и возглавил ACLU.
Будучи юристом, Беннет делал ежегодный обзор под названием «Ваши права», который освещал широкий круг вопросов — от аренды до допросов в полиции. Обзор был доступен в сети Интернет и большинстве местных информационных агентств. Таким образом, отрицание Холокоста продвигалось под прикрытием информирования австралийцев об их гражданских правах, что было особенностью ACLU. Обманчивое впечатление, что издание занимается добросовестным информированием о гражданских правах, помогло Беннету получить рекламу там, где пропагандист антисемитизма её не получил бы, например, в журналах New Idea, The Australian Women's Weekly, Vogue, Simply Living и Cosmopolitan.

### Аделаидский институт
«Аделаидский институт» является самой новой из трёх основных организаций отрицателей Холокоста в Австралии. Его основатель и директор Фредерик Тобен (1944—2020) стал наиболее известным ревизионистом в стране. Институт вносит свой вклад в работу «Австралийской лиги прав» и ACLU, разрабатывая псевдоисторическое обоснование для отрицания Холокоста. Число участников Института насчитывает около 250 человек. По словам Стивена Аткинса, все члены организации являются убеждёнными отрицателями Холокоста. Хуан Карлос Арройо Гонсалес из университета Эстремадуры отмечает «Аделаидский институт», основанный в 1994 году, как наиболее важную организацию ревизионистов за пределами Европы и США.
Тобен утверждал, что не отрицает Холокост, поскольку нельзя отрицать то, чего никогда не было. Он заявлял, что немцы не планировали и не осуществляли систематическое убийство евреев, у них не было газовых камер, а число жертв существенно преувеличено евреями ради финансовой выгоды. После принятия в 1995 году «Закона о расовой ненависти» против Тобена в 1996 году был подан иск. Дело дошло до рассмотрения в Федеральном суде только в 2002 году. Суд постановил, что высказывания Тобена о Холокосте не являются частью академических дебатов, а сделаны с целью «очернить евреев». Тобен отказался удалять незаконные материалы с сайта и в 2009 году был приговорён к трём месяцам тюрьмы за неуважение к суду.
Весной 1999 года Тобен посетил Германию, где был арестован 8 апреля в Мангейме по обвинению в «подстрекательстве к расовой ненависти». После семи месяцев пребывания в тюрьме он был признан виновным, оштрафован на 6000 немецких марок (3500 долларов США) и отпущен на свободу.
Другими известными австралийскими активистами Института являются Ольга Скалли и Ричард Криг. Проживающая в Тасмании Скалли была осуждена за отрицание Холокоста в 2002 году. Криг пытался доказать, что заключённые нацистских концлагерей не голодали, а в Треблинке и Белжеце не было массовых убийств. Член «Аделаидского института» Мохаммед Хегази ведёт сайт «Fact not Fiction», где публикует отрицающие Холокост материалы. Заместителем Тобена до 2000 года был уроженец Берлина конспиролог Дэвид Брокшмидт, родители которого получили почетное звание праведников народов мира, они были соратниками известного спасителя евреев Оскара Шиндлера во время войны.

### Исламисты

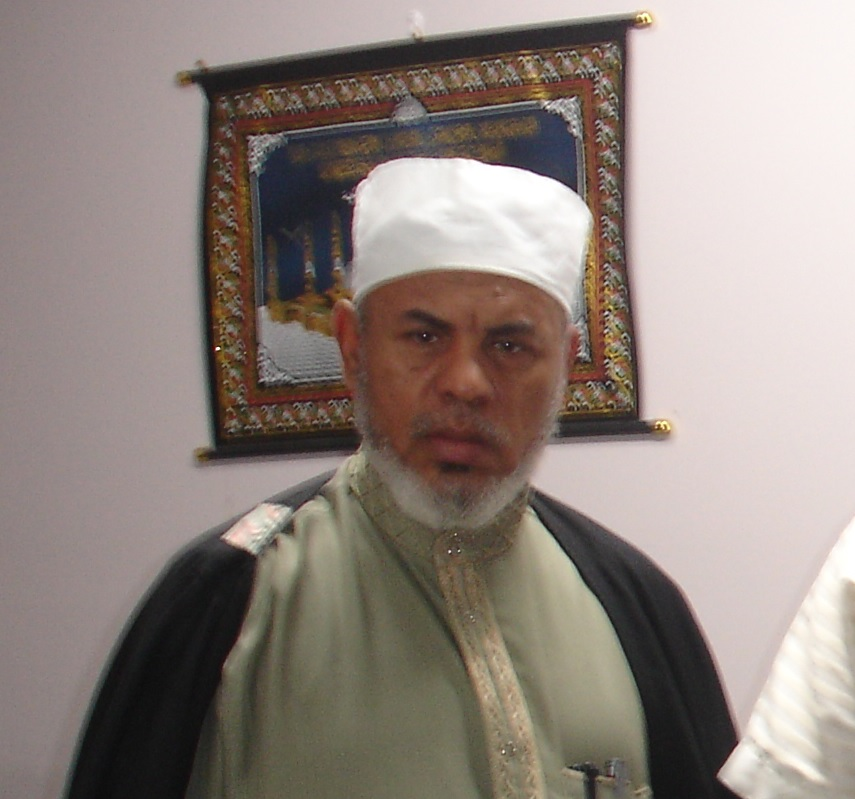
Тадж Эль-Дин Хилали — австралийский имам и отрицатель Холокоста

На рубеже XX—XXI веков в австралийском отрицании Холокоста стала заметна роль исламского и арабского сообществ, которые используют эту идеологию для критики Израиля.
В частности, в октябре 2000 года во время интифады Аль-Аксы, президент Высшего исламского совета Нового Южного Уэльса Габр Эльгафи заявил, что совет осуждает израильские «зверства и варварское поведение в Палестине» и что у «жертв так называемого Холокоста … провал в памяти». В 2006 году имам мечети Лакембы и муфтий Австралии в период 1989—2007 Тадж Эль-Дин Хилали был исключен из референтной группы мусульманского сообщества при премьер-министре Австралии в связи с тем, что назвал Холокост «сионистской ложью». Политолог из Университета Виктории в Мельбурне Дэнни Бен-Моше сказал, что в стране с самой высокой долей переживших Холокост на душу населения за пределами Израиля, комментарии шейха Хилали перешли «красную линию, которую нельзя оставить без внимания».

### Христианские группы
В Сиднее действует религиозная организация «Церковь Библии верующих» (англ. Bible Believers' Church), руководитель которой Энтони Григор-Скотт систематически размещал на сайте организации под названием «Библия верующих» антисемитские материалы, в частности, отрицающие Холокост. В результате иска, поданного согласно «Закону о расовой дискриминации», Григор-Скотт 2 февраля 2007 года был признан виновным с требованием удалить с сайта указанные материалы, в том числе утверждение, что евреи намеренно преувеличили число погибших во время Второй мировой войны.
В Австралии существуют группы так называемого «идентичного христианства», также отрицающие Холокост в рамках антисемитской религиозной теории, в которой евреи считаются порождением дьявола. Из-за этого убеждения адепты «идентичного христианства» приняли постулат, что Холокоста никогда не было и в Освенциме не было газовых камер. Судя по высказываниям членов «Аделаидского института» Ольги Скалли и Джеффа Мюрдена, их взгляды можно отнести к «идентичному христианству».

### Скинхеды и неонацисты
Первыми массово распространёнными материалами отрицателей в Австралии стали две статьи в Australian National Socialist Journal в двух выпусках в 1968 году, а затем выпущенная в 1969 году брошюра лидера Национал-социалистической партии Австралии (NSPA) Эдварда Коутрона «Большая ложь: шесть миллионов убитых евреев» (англ. The Big Lie: Six Million Murdered Jews). Соратником и соавтором Коутрона был эмигрировавший в Австралию из Венгрии после войны нацист Ференц (Франк) Молнар. С 1988 года отрицание Холокоста проявилось в деятельности неонацистского Австралийского националистического движения (ANM).
В XXI веке отрицание Холокоста поддерживает ведущая австралийская группа скинхедов «Национальное действие» (англ. National Action) во главе с Майклом Брандером. Группа оставила отрицающие Холокост материалы в одной из церквей и участвовала в акции протеста против показа фильма «Список Шиндлера». В конце 1990-х Брандер проиграл судебный процесс против главного редактора Messenger Newspapers Деса Райана, назвавшего Брандера расистом из-за отрицания Холокоста и идеализации нацистской Германии.
В 2010-е годы появились новые радикальные неонацистские нелегальные группировки Antipodean Resistance и Geelong Chemtrails, пропагандирующие отрицание Холокоста и ненависть к евреям, особенно в университетских кампусах. Они также активно используют интернет для распространения своих идей. Тезисы отрицателей постепенно проникают в агитацию ультраправых расистов, выступающих против азиатской иммиграции и мультикультурализма.

## Международные связи австралийских отрицателей
Австралийские отрицатели активно общаются со своими единомышленниками в других странах и проводят совместные мероприятия. Главную роль в этих связях играли Тобен и «Аделаидский институт». С 7 по 9 августа 1998 года «Аделаидский институт» организовал международную конференцию ревизионистов, в которой приняли участие около 50 человек. В их числе были Артур Батц (США), Юрген Граф (Швейцария), Робер Фориссон (Франция) и другие отрицатели. Помощь в организации конференции обеспечил посол Объединённых Арабских Эмиратов в Австралии Халифа Бахит Аль-Фаласи. Тобен, Хегази и Криг приняли участие в другой международной конференции отрицателей под названием «Обзор Холокоста: глобальное видение», прошедшей в Иране в декабре 2006 года. В конференции приняли участие 67 иностранных граждан. Тобен объехал много стран и встречался с многими иностранными отрицателями. В результате таких контактов Людвиг Бок, ранее осужденный за отрицание Холокоста, представлял Тобена во время суда над ним в Германии, его немецкий единомышленник Эрик Рёсслер (нем. Eric Rössler) оплатил штраф, наложенный на Тобена немецким судом.
Также большое значение для пропаганды отрицания Холокоста в Австралии имела деятельность британского писателя Дэвида Ирвинга. Он был известной медийной фигурой и его приезд в Австралию в 1986 и 1987 годах по приглашению Батлера вызвали интерес со стороны австралийских СМИ. Батлер и Лига, со своей стороны, помогали Ирвингу с изданием его книг в Австралии. Ирвинг получил из Австралии заметную финансовую поддержку в 2001 году после проигранного им резонансного судебного процесса по делу о клевете, также связанного с отрицанием Холокоста.

## Содержание и методы пропаганды
Тезисы и аргументы австралийских отрицателей не оригинальны, они заимствованы у их коллег из Европы и США. Основные утверждения:
- Число жертв 6 миллионов — миф, придуманный для целей сионизма. Погибло не более 500 тысяч, доказательств целевого истребления нет.
- «Институт Аделаиды» утверждает, что газовых камер у немцев не было, а ACLU утверждает, что они были «реконструированы или изготовлены» после войны.
- Холокост придуман для оправдания создания Израиля.
- Немцы были жертвами, а не преследователями («Дрезденский Холокост»).

Свою пропаганду отрицатели публикуют в собственных изданиях и в сети интернет, рассылают в публичные библиотеки, продают записи лекций, издают книги и организуют туры по Австралии для иностранных единомышленников. Чтобы замаскировать свою деятельность они проводят регулярные встречи от имени подставных организаций.
В 1994 году в Австралии был крупный скандал с популярным художественным романом Хелен Демиденко The Hand That Signed the Paper («Рука, подписавшая бумагу»), в котором автор сочувствует не жертвам геноцида, а коллаборационистам и антисемитам, оправдывающим Холокост «еврейско-большевистскими» преследованиями украинцев. Роман был восторженно принят австралийскими ревизионистами. По мнению Бен-Моше этот случай показывает, что в дальнейшем отрицание Холокоста может внедряться через художественные произведения, а релятивизм может оказаться привлекательным для некоторых интеллектуалов.

### Отрицание Холокоста как часть антисемитского дискурса
Отрицание Холокоста существует не само по себе, а как часть общего антисемитского дискурса. В частности, это заметно по вере отрицателей в подлинность известной фальшивки начала XX века — «Протоколов сионских мудрецов». Протоколы были опубликованы в Мельбурне в 1945 году и активно рекламировались Батлером. В его собственной версии «Протоколов», которую он издал под названием «Международное еврейство», Батлер продвигал идею всемирного еврейского заговора. Брокшмидт описывал евреев как организаторов «всемирного заговора с целью свержения цивилизации и переустройство общества на основе замедленного развития, завистливой злобы и невозможности равенства». Ольга Скалли распространяла «Протоколы» на Тасмании наряду с карикатурами, изображающими уродливых крючконосых евреев, сидящих на грудах денег и обманывающих весь мир.
Кроме этого, в деятельности «Лиги прав» коммунизм обозначается как «еврейское движение», «Институт Аделаиды» и ACLU также придерживаются мнения о прямой связи между иудаизмом и коммунизмом. В частности, Джефф Мюрден писал, что большевизм «был еврейским творением, поддерживаемым евреями, которых следует привлечь к ответственности за убийства, пытки и порабощение, совершенные во имя него».
Экстремисты и антисемиты в Австралии часто используют опыт евреев как жертв геноцида и дискриминации как средство для оскорбления еврейского народа и разжигания или оправдания ненависти к нему. Примером могут служить утверждения что евреи «подобны нацистам», совершают «холокосты» и/или геноцид или создают «концентрационные лагеря». Также для обоснования требования, чтобы евреи прекратили вести себя так, как будто опыт нацизма имеет какое-либо значение в современном мире, используются идеи, что страдания евреев в период нацизма не были особенно тяжелыми. В рамках этих представлений считается, евреи якобы используют распространённую веру в Холокост как средство вызвать сочувствие, вымогательства денег и получения политической выгоды и контроля над мировыми финансами, СМИ и экономикой. Антисемитские граффити, большая часть которых призывает к убийствам евреев, выражает поддержку Гитлеру и нацизму, включают среди прочего и отрицание Холокоста.
Как утверждал лидер еврейской общины Джереми Джонс, в Австралии отрицание Холокоста обычно воспринимается как антисемитизм.

### Антисионизм и отрицание Холокоста
Один из ключевых тезисов отрицателей Холокоста состоит в том, что Холокост был придуман для создания и оправдания поддержки Государства Израиль. Благодаря этому утверждению, движение отрицателей завоевало множество сторонников среди мусульман и получило поддержку ряда режимов стран Ближнего Востока. Так были налажены связи между австралийскими отрицателями и режимом Муамара Каддафи. Фредерик Тобен читал лекции по отрицанию студентам университетов в Иране. Антисионизм занимает значительное место в деятельности Тобена и «Института Аделаиды». Бен-Моше считает, что это может привести к альянсам между исламскими экстремистами и традиционными ультраправыми в самой Австралии и росту поддержки отрицания Холокоста в азиатских странах типа Малайзии, где Тобен по дороге в Иран в августе 2003 года прочитал лекцию в «Международном исламском университете».
Бен-Моше рассматривает также поддержку отрицания Холокоста со стороны левого антисионизма. Это проявляется, в частности, в антисемитских параллелях между Израилем и нацистской Германией. Например, в 2003 году, когда шли споры по поводу разделительного барьера газета The Sydney Morning Herald опубликовала карикатуру, приравнивающую территорию Западного Берега Иордана к Варшавскому гетто. Ненависть к Израилю со стороны левых антисионистов подпитывает релятивизм Холокоста и приводят к прямому сотрудничеству между антисионистами
и отрицателями Холокоста. Так в том же 2003 году Мельбурнский андерграундный кинофестиваль одновременно с показами антисионистских фильмов включил в программу
фильмы Дэвида Ирвинга и Робера Фориссона.

## Борьба с отрицанием
Хотя в Австралии, в отличие от ряда европейских стран, нет специального закона, запрещающего отрицание Холокоста, тем не менее, правоприменительная практика позволяет ограничить такую пропаганду с помощью законов против «языка вражды» и «расового оскорбления». «Закон о расовой дискриминации» действует в Австралии с 1975 года, в 1995 году к нему были приняты поправки, названные «Законом о расовой ненависти». Также в 2004 году была принята парламентская резолюция против антисемитизма.
Решениями Федерального суда по делам «Джонс против Тобена» и «Джонс против верующих в Библию» было установлено, что отрицание Холокоста рассматривается как нарушение «Закона о расовой дискриминации». В 1993 году австралийские власти отказали в визе Дэвиду Ирвингу с обоснованием, что его визит может причинить ущерб обществу. Этот отказ повторился также в 1996 и 2003 годах. Аналогичный запрет использовался в феврале 2019 года в отношении британского политика и конспиролога Дэвида Айка.
На государственном уровне Австралия с 2019 года присоединилась к «Международному альянсу в память о Холокосте». C 2021 года во всех школах штата Виктория в программу по истории введена тема Холокоста. 8 января 2024 года вступил в силу федеральный закон с запретом на демонстрацию нацистского приветствия и нацистской символики. Генеральный прокурор страны Марк Дрейфус, уточнил, что «в Австралии нет места действиям и символам, прославляющим ужасы Холокоста и террористические акты».
Существует также практика частного бойкота отрицателей Холокоста, например, национальная книготорговая сеть «Ангус и Робертсон» прекратила распространение сборника «Ваши права», издаваемого ACLU. 26 апреля 2017 года в Сиднейском университете произошёл конфликт: студенты напали на мужчину, распространявшего листовки в поддержку Дэвида Ирвинга, и потребовали, чтобы он покинул территорию кампуса.
На 1994 год, несмотря на многолетнюю активную пропаганду отрицателей, согласно общенациональному опросу, 93 % австралийцев считали Холокост историческим фактом. На 2022 год лишь 2 % австралийцев отрицали факт Холокоста и 6 % не имели твёрдого мнения по данному вопросу. 88 % были согласны с тем, что «мы все можем извлечь уроки на сегодняшний день из того, что произошло во время Холокоста».

### Комментарии
1. ↑  Например, секретарь ACLU Джефф Мюрден[вд] был также заместителем директора Аделаидского института, см. González, 2022, p. 169 и Ben-Moshe, 2012, p. 162
2. ↑  В Германии отрицание Холокоста прямо запрещено законом, в соответствии с п. 3 § 130 уголовного кодекса ФРГ
3. ↑  Генрих[вд] и Герда Брокшмидт[вд]
4. ↑  Павел Полян ошибочно указывает срок с 7 по 9 марта 1998 года, см. Полян, 2008, с. 33.